# Vojenský řád generála José Antonia Páeze
Vojenský řád generála José Antonia Páeze (španělsky: Orden Militar General José Antonio Páez) je venezuelské vojenské vyznamenání založené roku 1969.

## Historie a pravidla udílení
Řád byl založen za vlády Rafaela Caldery dne 18. prosince 1969. Byl tedy založen revoluční vládou, ale zůstal zachován i po změně režimu. Udílen je poddůstojníkům za dlouholetou bezchybnou službu v Ozbrojených silách Venezuely. Čestnou hlavou řádu je úřadující prezident republiky s pozice vrchního velitele Ozbrojených sil Venezuely.

## Insignie
Řádový odznak má tvar kříže položeného na vavřínovém věnci. Uprostřed je medailon s reliéfem José Antonia Páeze. Každé rameno je zdobeno vavřínovým věncem. Svým provedením se podobá Vojenskému řádu Rafaela Urdanety, od něhož se liší pouze portrétem v medailonu.
Stuha řádu se liší v závislosti na třídě řádu. V případě I. třídy je stuha stříbřitě bílá, v případě II. třídy je stuha fialová a v případě III. třídy je stuha červená.

## Třídy
Řád je udílen ve třech třídách:
- I. třída (Primera Clase) – Zlatá medaile je udílena po třiceti letech služby.
- II. třída (Segunda Clase) – Stříbrná medaile je udílena po dvaceti letech služby.
- III. třída (Tercera Clase) – Bronzová medaile je udílena po deseti letech služby.